# Ɖ
Ɖ (gemenform: ɖ), afrikanskt d är en bokstav i det Afrikanska referensalfabetet och det Internationella afrikanska alfabetet. Den används bland annat i niger-kongospråket ewe och uttalas som /ɖ/, en tonande retroflex klusil. Detta är samma ljud som uppkommer i rikssvenska och många svenska dialekter då /r/ assimileras med ett följande /d/, som i t.ex. "gård" /goːɖ/.